# Concistori di papa Innocenzo XIII

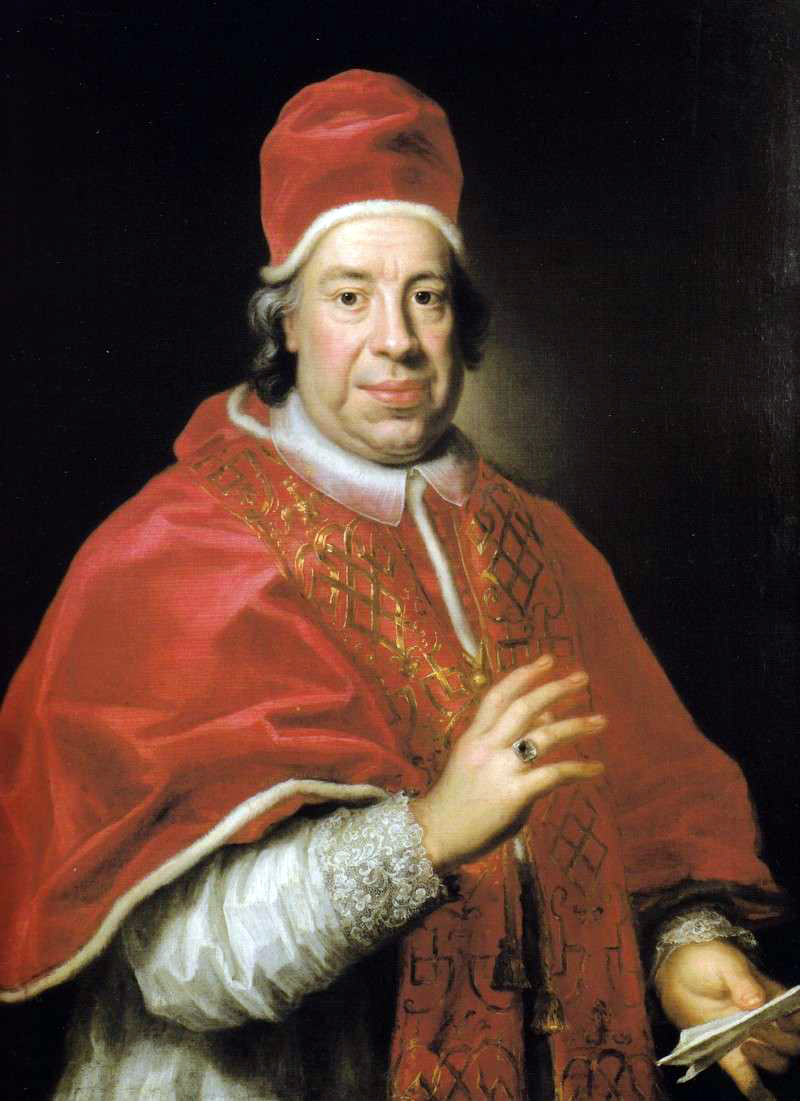
Papa Innocenzo XIII

Questa voce raccoglie l'elenco completo dei concistori per la creazione di nuovi cardinali presieduti da papa Innocenzo XIII, con l'indicazione di tutti i cardinali creati (3 nuovi cardinali in 2 concistori). I nomi sono posti in ordine di creazione.

## 16 giugno 1721 (I)
- Bernardo Maria Conti, O.S.B., fratello di Sua Santità, vescovo emerito di Terracina, Sezze e Priverno; creato cardinale presbitero di San Bernardo alle Terme; deceduto il 23 aprile 1730.

## 16 luglio 1721 (II)
- Guillaume Dubois, arcivescovo di Cambrai (Francia), Capo-Ministro del Regno di Francia; creato cardinale presbitero; deceduto il 10 agosto 1723 senza essersi mai recato a Roma per ricevere il titolo
- Alessandro Albani, nipote di Papa Clemente XI, chierico della Camera Apostolica; creato cardinale diacono di Sant'Adriano al Foro; deceduto l'11 dicembre 1779

## Fonti
- (EN) Current and historical information about the Bishops and Dioceses of the Catholic Hierarchy around the world, su catholic-hierarchy.org.